# Ngombela meinanderi
Ngombela meinanderi är en insektsart som beskrevs av Irena Dworakowska 1974. Ngombela meinanderi ingår i släktet Ngombela och familjen dvärgstritar. Inga underarter finns listade i Catalogue of Life.